# 小金井市立小金井第四小学校
小金井市立小金井第四小学校（こがねいしりつ こがねいだいよんしょうがっこう）は、東京都小金井市貫井南町にある公立小学校。

## 特色
市内の小学校では最も西に位置し、府中市と国分寺市に接する地域が通学区域になっている。武蔵野段丘の上に位置するため、校舎からは多摩丘陵や富士山を一望できる。また、周辺は貫井神社境内から湧き水が出ていることから、縄文時代に集落が存在。校内をはじめ、周辺からは土器の破片等が出土されることがあり、貫井遺跡群と呼ばれている。

## 沿革
- 1951年（昭和26年）
  - 4月1日 - 創立[1]
  - 4月3日 - 北多摩郡小金井町小金井第四小学校として設置認可[2]、開校[3]
  - 6月25日 - 開校式挙行。本校はこの日を開校記念日に定めている[2]。

## 教育目標
小金井市立小金井第四小学校 教育目標 人間尊重の精神を基本とし、広く国際社会に生きる人間として、心身ともに 健康で生涯を通して学び続けることのできる児童の育成を目指す。
- 「つよく、かしこく、あたたかく」
  - つよく - 心も体もたくましい子
  - かしこく - よく考え実行する子
  - あたたかく - 思いやりのある子

## 通学区域
小金井市公式サイトより。
- 本町六丁目6〜9番
- 貫井北町一丁目1〜7、12〜23番
- 貫井北町五丁目 全域
- 貫井南町三丁目〜五丁目 全域

## 進学先中学校
小金井市公式サイトより。
- 小金井市立小金井第二中学校
- 小金井市立小金井南中学校

## 周辺施設
- 滄浪泉園
- 貫井神社
- 東京学芸大学
- 東日本旅客鉄道豊田車両センター武蔵小金井派出所

## 交通
- JR中央本線武蔵小金井駅より徒歩20分

## 著名な出身者
- 松井周 - 劇作家
- 茂木栄五郎 - プロ野球選手